# 长征二号F运载火箭
長征二號F運載火箭，也被称为长征二号己运载火箭（简称：长二F或长二己，缩写：或），别称“神箭”（由江泽民命名），是长征二号家族中的最新改进型号，主要用于发射神舟系列载人飞船。基本型长征二号F火箭于1999年首飞，目前已经退役；改进型长征二号F/G火箭于2011年首飞，目前正在服役。

## 概要
长征二号F自1992年中国载人航天工程启动之时開始研製，是在長征二號捆綁火箭的基礎上，按照發射載人飛船的要求而研製的運載火箭，1999年11月20日首次發射並成功將中国第一艘实验飞船神舟一号飛船送入太空。2011年9月29日天宫一号任务起，长征二号F改进型取代了之前的基本型，性能进一步提升。作为中国目前唯一发射载人飞船的运载火箭，为确保航天员安全，长征二号F火箭基本型可靠性达到0.97，安全性达到0.997；改进型可靠性提升到了0.9894，安全性提升到了0.99996。
長征二號F火箭屬二級捆綁式火箭，由四個液體助推器、芯一級火箭、芯二級火箭、整流罩和逃逸塔（仅在发射神舟飞船时使用）等幾個部分組成。长征二号F是中国首款採用垂直總裝、垂直測試和垂直運輸的“三垂”測試發射模式的运载火箭，自首飞以来均从中国酒泉卫星发射中心的载人航天发射场发射。長征二號F装有逃逸塔时高达58.34米，曾长期是中国最高的运载火箭（直到2020年高60.13米的长征七号改问世）。
長征二號F運載火箭的历任总设计师为王德臣、刘竹生、荆木春、张智（自2014年8月起）、容易（自2021年年初，遥十二箭起）和刘烽（自2023年年中，遥十七箭起），历任总指挥为黄春平、刘宇、荆木春。
長征二號F運載火箭的造价约2亿元人民币（2003年）。

## 技术亮点

### 故障自動檢測處理系統
長征二號F火箭增加了故障檢測處理系統，火箭和地面各有一份判断系统，系統在飛船待發射階段和上升階段都可以對故障進行自檢測、自診斷，一旦任何一份判断系统发现问题，就会发出逃逸指令。若太空人尚未進艙，則可跳進塔架上的逃逸布袋滑到地下室的安全區；若太空人已入艙，系統則指揮火箭的逃逸塔點火，把飛船返回艙帶到安全地帶。

### 逃逸系統

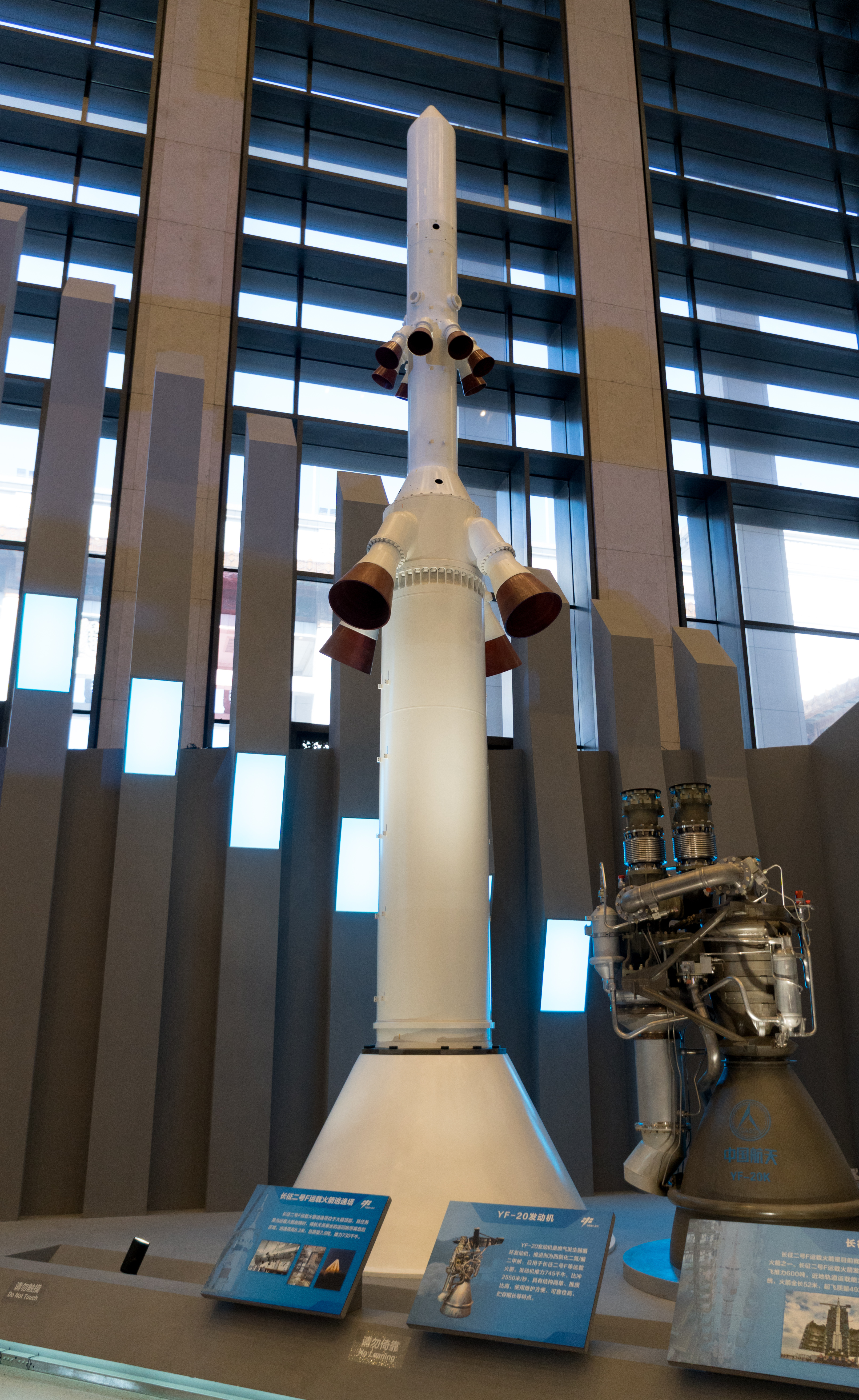
长征二号F配备的逃逸塔

逃逸系統的工作时间是在火箭起飛前900秒到起飛後160秒時間段內，主要功能是在收到故障自動檢測處理系統的逃逸指令后，携带飞船軌道艙和返回艙离开火箭，逃逸至安全范围，随后飞船返回舱分离，降落在安全地帶，使太空人脫險。
逃逸系統由俗称“逃逸塔”的低空逃逸部分和整流罩上的高空逃逸部分组成。逃逸塔位於火箭的頂部，高8.35米，狀似避雷針，逃逸塔內有6台共三種的低空逃逸發動機，自上而下分別爲4台FG-58偏航俯仰（姿態控制）发动机、1台（8噴管）FG-57分離發動機和1台（4噴管）70余吨推力FG-56主逃逸發動機，負責39公里以下高度的逃逸工作（起飞前30分钟到起飞后2分钟即火箭抛逃逸塔前）。高空逃逸部分位于上部整流罩，設有2台FG-5高空分離發動機及4台FG-59高空逃逸發動機，在39至110公里高度發揮作用（起飞后120秒抛逃逸塔到起飞后200.87秒即火箭抛整流罩前）。此外整流罩上设有栅格翼，用于气动控制。
在整流罩分离后，逃逸系統就完成了任务。若是火箭再出现故障，则神舟飞船可以靠自身动力逃逸。
在神舟一號飛船上天之前，1998年10月19日上午9时，长征二号F火箭的逃逸系统与飞船进行了零高度逃逸试验，逃逸系统成功地將飞船逃逸，安全地帶到了地面。这也是逃逸系统唯一一次实际测试，其他测试则由计算机模拟替代。
由于逃逸系统涉及机密技术，中国曾在神舟二、三、四、五号任务逃逸火箭落地后使用聚能装药破甲引爆技术对其进行了销毁。

### 控制系統

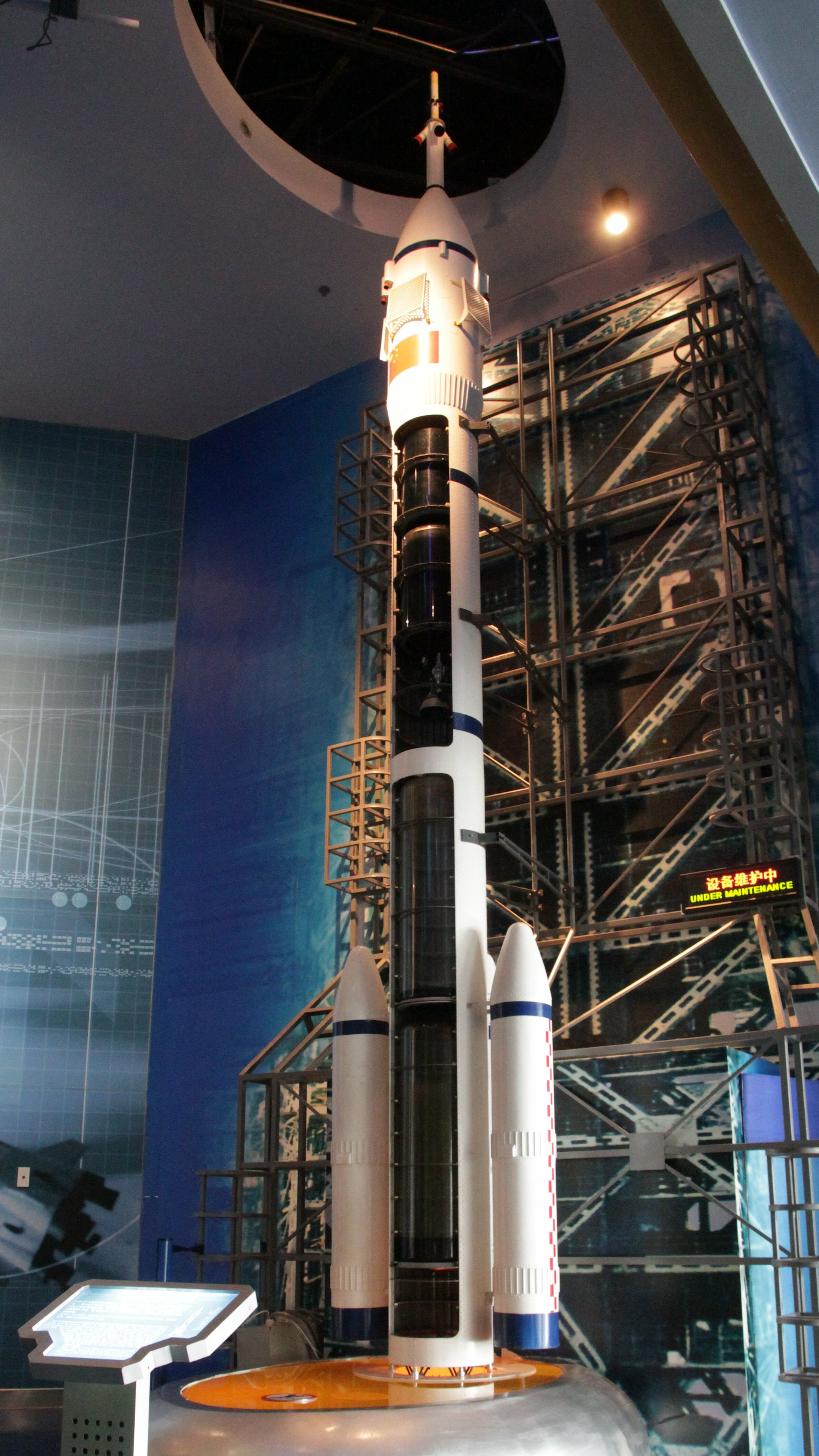
上海科技馆内展示的长征2F运载火箭模型，包含内部剖面。

長征二號F火箭配備了兩套控制系統，如果主控制系統出現了故障，可以迅速切換到另一套系統上來，以確保火箭的正常工作，使火箭的可靠性大大提高。

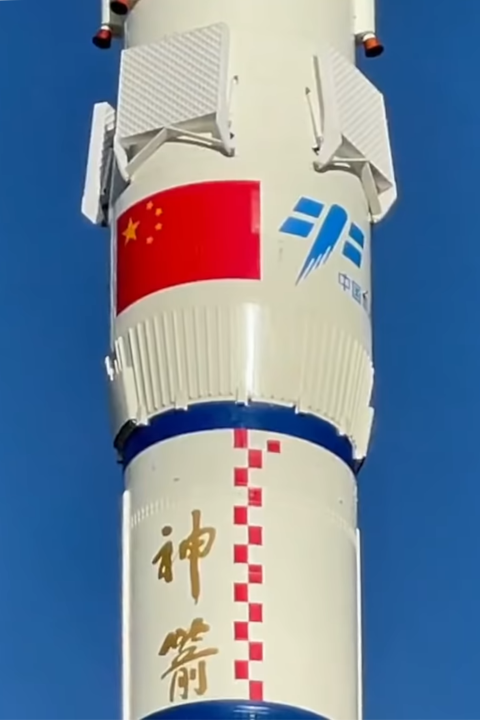
长征二号F遥十二火箭上的整流罩及“神箭”题字

## 技術諸元

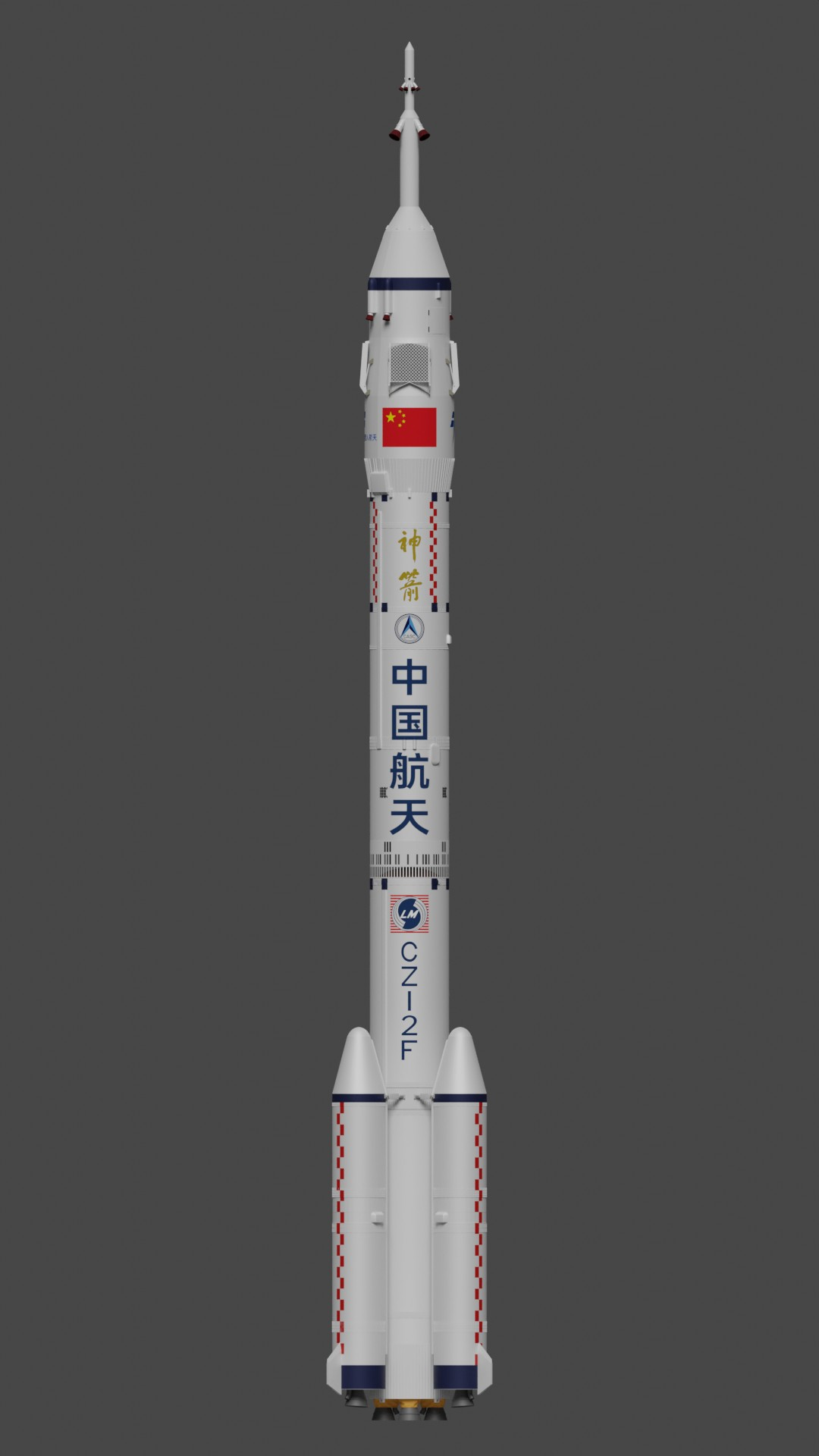
长征二号F/G Y（遥）版本
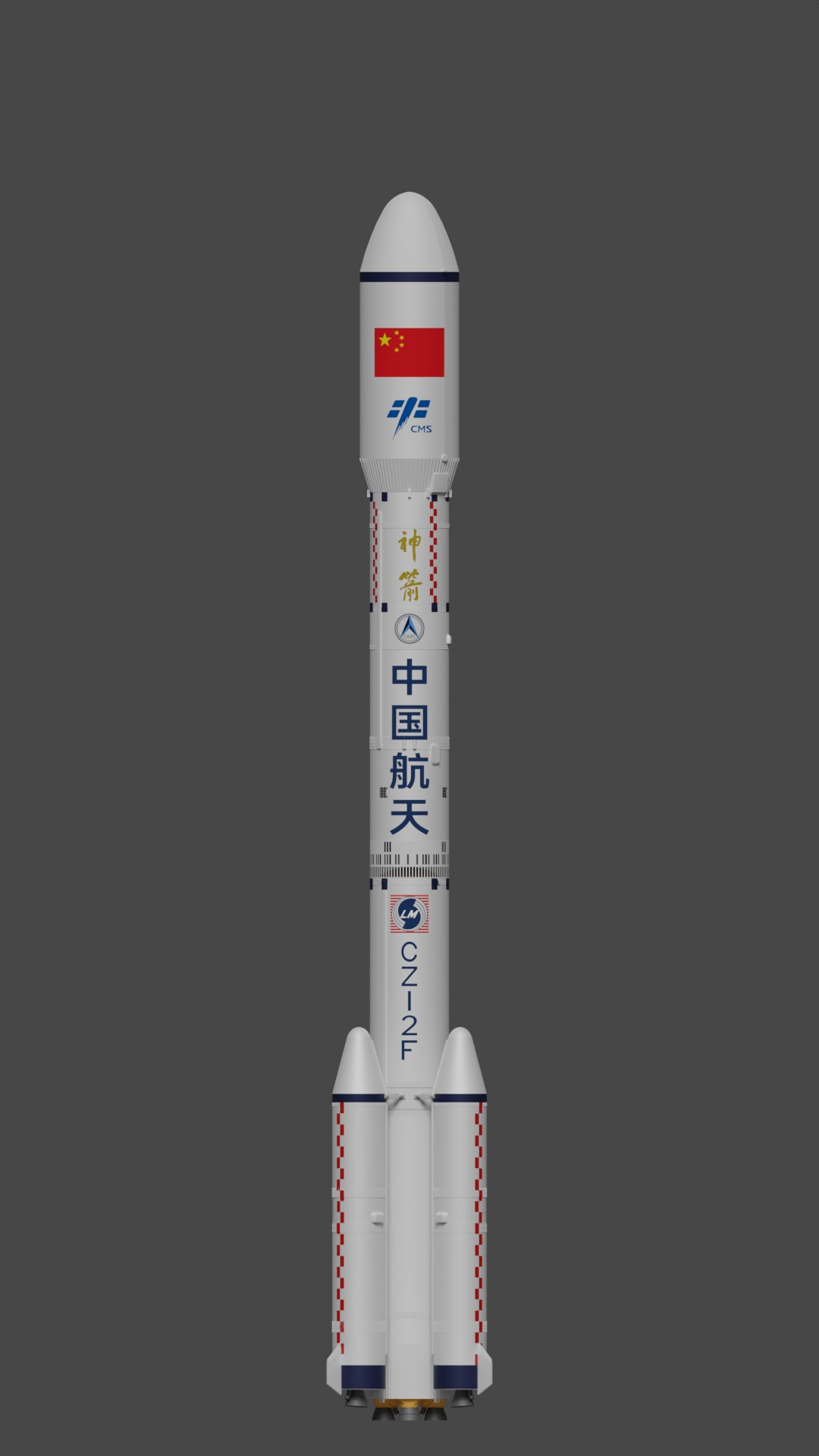
长征二号F/T T版本

### 长征二号F（基本型）
长征二号F运载火箭，简称长二F（CZ-2F）基本型，或称原型，全部用于发射神舟飞船，装有逃逸塔。长征二号F火箭基本型可靠性达到0.97，安全性达到0.997。2008年9月25日神舟七号发射任务是基本型的最后一次发射。
- 全長：58.34米
- 起飞質量：479.8吨
- 低地軌道载荷：7.8吨
- 推力：604.387吨

### 长征二号F/G（改进型）
长征二号F改进型运载火箭，简称长二F改（CZ-2F/G），替代基本型，分为用于发射神舟飞船載人任務（安裝逃逸塔）的Y（遥）版本，以及用于发射天宫一号等无人航天器（不設逃逸塔，整流罩顶部改为冯·卡门曲线）的T（天）版本。改进型全面改善了火箭核心部分，相比基本型，改进型长二F火箭几乎是全新的火箭。助推器推進劑儲箱顶部椭球顶改为锥形顶，提升推進劑儲存量，增加近地轨道推力。另外，把助推器的分離時間由升空後140秒改為153秒，緊接一級火箭分離。改进型可靠性提升到了0.9894，安全性提升到了0.99996。2004年决定开始研制改进型长二F火箭，2011年9月29日天宫一号发射任务是改进型的第一次发射。
遥十二箭（神舟十二号）起，为适应空间站时期航天员应急撤离需求，长二F改启用两发火箭在酒泉发射场同时准备的「发一备一」模式，并逐步优化准备时长，由遥十二箭的49天缩短至遥十五箭的35天。
Y（遥）版本：
- 全長：58.34米
- 起飞質量：479.8吨
- 整流罩直径：3.8米
- 低地軌道载荷：8.15吨

T版本：
- 全長：52.03米
- 起飞質量：493.1吨
- 整流罩直径：4.2米
- 低地軌道载荷：8.6吨

### 換發型（长征二号F/H）
长征二号F換發型运载火箭，简称长二F换（CZ-2F/H），以长征二号F為基礎，換上使用无毒无污染低溫煤油、液氧，類似聯盟號這樣推進劑的發動機。2006年前后，首次提出研制长征二号F火箭的升级改进型号。2008年11月21日，长二F换开始深化论证和研制。2009年1月，成立型号办公室。但经论证发现，更换发动机将引发连锁反应，彻底改变火箭其他系统的状态，工作量相當於做新的。同时，长二F换与长征五号系列运载火箭的中型方案存在技术和用途的重叠。2010年6月，“长二F换”正式更名为全新的“长征七号运载火箭”，它结合了长二F火箭的成熟技术和长五火箭的新技术进行研发，长二F作为载人火箭的高可靠性、安全性要求得到继承。

## 发射记录

### 已完成
| 长征二号F          | 长征二号F | 长征二号F                       | 长征二号F               | 长征二号F                                                    | 长征二号F    | 长征二号F |
| 飞行次序           | 火箭序号  | 起飞时间（UTC+8）               | 发射工位                | 有效载荷                                                     | 卫星轨道     | 发射结果  |
| ------------------ | --------- | ------------------------------- | ----------------------- | ------------------------------------------------------------ | ------------ | --------- |
| 1                  | 遥一      | 1999年11月20日 06時30分03.500秒 | 酒泉卫星发射中心921工位 | 神舟一号试验飞船                                             | 近地橢圓軌道 | 成功      |
| 2                  | 遥二      | 2001年1月10日 01時00分03.561秒  | 酒泉卫星发射中心921工位 | 神舟二号试验飞船                                             | 近地橢圓軌道 | 成功      |
| 3                  | 遥三      | 2002年3月25日 22時15分03.544秒  | 酒泉卫星发射中心921工位 | 神舟三号试验飞船                                             | 近地橢圓軌道 | 成功      |
| 4                  | 遥四      | 2002年12月30日 00時40分03.543秒 | 酒泉卫星发射中心921工位 | 神舟四号试验飞船                                             | 近地橢圓軌道 | 成功      |
| 5                  | 遥五      | 2003年10月15日 09时00分03.497秒 | 酒泉卫星发射中心921工位 | 神舟五号载人航天飞船 航天员：杨利伟                          | 近地橢圓軌道 | 成功      |
| 6                  | 遥六      | 2005年10月12日 09时00分03.583秒 | 酒泉卫星发射中心921工位 | 神舟六号载人航天飞船 航天员：费俊龙、聂海胜                  | 近地橢圓軌道 | 成功      |
| 7                  | 遥七      | 2008年9月25日 21时10分04.988秒  | 酒泉卫星发射中心921工位 | 神舟七号载人航天飞船 航天员：翟志剛、刘伯明、景海鹏 伴星一号 | 近地橢圓軌道 | 成功      |
| 长征二号F改進型    |           |                                 |                         |                                                              |              |           |
| 8                  | T1        | 2011年9月29日 21时16分03.507秒  | 酒泉卫星发射中心921工位 | 天宫一号目标飞行器                                           | 近地橢圓軌道 | 成功      |
| 9                  | 遥八      | 2011年11月1日 05时58分10.430秒  | 酒泉卫星发射中心921工位 | 神舟八号无人航天飞船                                         | 近地橢圓軌道 | 成功      |
| 10                 | 遥九      | 2012年6月16日 18时37分24.558秒  | 酒泉卫星发射中心921工位 | 神舟九号载人航天飞船 航天员：景海鹏、刘旺、刘洋              | 近地橢圓軌道 | 成功      |
| 11                 | 遥十      | 2013年6月11日 17时38分02.666秒  | 酒泉卫星发射中心921工位 | 神舟十号载人航天飞船 航天员：聂海胜、张晓光、王亚平          | 近地橢圓軌道 | 成功      |
| 12                 | T2        | 2016年9月15日 22时04分12.428秒  | 酒泉卫星发射中心921工位 | 天宫二号空间实验室 伴星二号                                  | 近地橢圓軌道 | 成功      |
| 13                 | 遥十一    | 2016年10月17日 07时30分31.409秒 | 酒泉卫星发射中心921工位 | 神舟十一号载人航天飞船 航天员：景海鹏、陈冬                  | 近地橢圓軌道 | 成功      |
| 14                 | T3        | 2020年9月4日 15时30分左右       | 酒泉卫星发射中心921工位 | 可重复使用试验航天器                                         | 近地橢圓軌道 | 成功      |
| 15                 | 遥十二    | 2021年6月17日 09时22分31.693秒  | 酒泉卫星发射中心921工位 | 神舟十二号载人航天飞船 航天员：聂海胜、刘伯明、汤洪波        | 近地椭圆轨道 | 成功      |
| 16                 | 遥十三    | 2021年10月16日 00时23分56.469秒 | 酒泉卫星发射中心921工位 | 神舟十三号载人航天飞船 航天员：翟志剛、王亚平、叶光富        | 近地椭圆轨道 | 成功      |
| 17                 | 遥十四    | 2022年6月5日 10時44分10.460秒   | 酒泉卫星发射中心921工位 | 神舟十四号载人航天飞船 航天员：陈冬、刘洋、蔡旭哲            | 近地椭圆轨道 | 成功      |
| 18                 | T4        | 2022年8月5日 00时00分左右       | 酒泉卫星发射中心921工位 | 可重复使用试验航天器                                         | 近地橢圓軌道 | 成功      |
| 19                 | 遥十五    | 2022年11月29日 23時08分17.457秒 | 酒泉卫星发射中心921工位 | 神舟十五号载人航天飞船 航天员：费俊龙、邓清明、张陆          | 近地椭圆轨道 | 成功      |
| 20                 | 遥十六    | 2023年5月30日 09時31分13.480秒  | 酒泉卫星发射中心921工位 | 神舟十六号载人航天飞船 航天员：景海鹏、朱杨柱、桂海潮        | 近地椭圆轨道 | 成功      |
| 21                 | 遥十七    | 2023年10月26日 11時14分02.491秒 | 酒泉卫星发射中心921工位 | 神舟十七号载人航天飞船 航天员：汤洪波、唐胜杰、江新林        | 近地椭圆轨道 | 成功      |
| 22                 | T5        | 2023年12月14日 22时左右         | 酒泉卫星发射中心921工位 | 可重复使用试验航天器                                         | 近地橢圓軌道 | 成功      |
| 23                 | 遥十八    | 2024年4月25日 20时59分00.479秒  | 酒泉卫星发射中心921工位 | 神舟十八号载人航天飞船 航天员：叶光富、李聪、李广苏          | 近地椭圆轨道 | 成功      |
| 24                 | 遥十九    | 2024年10月30日 04时27分34.469秒 | 酒泉卫星发射中心921工位 | 神舟十九号载人航天飞船 航天员：蔡旭哲、宋令东、王浩泽        | 近地椭圆轨道 | 成功      |
| 25                 | 遥二十    | 2025年4月24日 17时17分31.441秒  | 酒泉卫星发射中心921工位 | 神舟二十号载人航天飞船 航天员：陈冬、陈中瑞、王杰            | 近地椭圆轨道 | 成功      |
| \| 成功率：100% \| |           |                                 |                         |                                                              |              |           |
| 成功率：100%       |           |                                 |                         |                                                              |              |           |

### 计划中
| 计划中   | 计划中   | 计划中            | 计划中                  | 计划中                                | 计划中       |
| 飞行次序 | 火箭序号 | 起飞时间（UTC+8） | 发射工位                | 有效载荷                              | 轨道         |
| -------- | -------- | ----------------- | ----------------------- | ------------------------------------- | ------------ |
| 26       | T6       | 2025年            | 酒泉卫星发射中心921工位 | 可重复使用试验航天器                  | 近地橢圓軌道 |
| 27       | 遥二十一 | 2025年            | 酒泉卫星发射中心921工位 | 神舟二十一号载人航天飞船 航天员：待定 | 近地椭圆轨道 |

### 数据统计
- 成功
- 计划
- 部分失利
- 失利